# 광운 (후량)
광운(廣運, 586년 1월 ~ 587년 9월)은 중국 후량(後梁) 정제(靖帝) 양공(梁公) 소종(蕭琮)의 연호이자 후량의 마지막 연호이다. 까지 1년 9개월 동안 사용하였다. 587년 9월, 수(隋)에 멸망당하면서 폐지되었다.

## 개원
- 천보(天保) 25년(586년) 1월에 연호를 광운(廣運)으로 개원함.[1]

- 광운(廣運) 2년 9월 19일[2](587년 10월 26일)에 후량이 항복하면서, 광운 연호가 중지됨.[1][3]

## 연대 대조표
| 광운        | 원년           | 2년                 |
| 서기        | 586년          | 587년               |
| 간지        | 병오(丙午)     | 정미(丁未)          |
| 남진 (南陳) | 지덕(至德) 4년 | 5년 정명(禎明) 원년 |
| 수 (隋)     | 개황(開皇) 6년 | 7년                 |

## 동시대 연호

### 한국
신라(新羅)
- 건복(建福) (584년 ~ 634년)

### 중국
남진(南陳)
- 지덕(至德) (583년 ~ 587년)
- 정명(禎明) (587년 ~ 589년)

수(隋)
- 개황(開皇) (581년 ~ 600년)

고창국(高昌國)
- 연창(延昌) (561년 ~ 601년)

## 같이 보기
- 다른 왕조의 같은 연호
  - 북한(北漢) 광운(廣運, 974년 ~ 979년)
  - 서하(西夏) 광운(廣運, 1034년 ~ 1036년)
  - 대리국(大理國) 광운(廣運, 1138년 ~ 1147년)

- 중국의 연호 목록